# Telharmonium

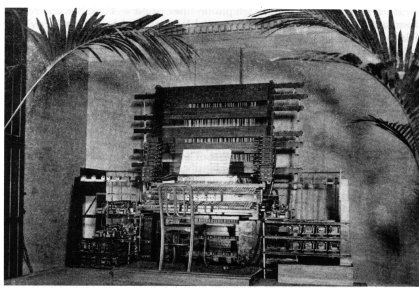
Telharmonium, Thaddeus Cahill 1897

Telharmonium (dynamophone) – instrument muzyczny z grupy elektrofonów elektromechanicznych wynaleziony w 1897 przez Thaddeus Cahill. Pierwszy instrument tego typu uruchomiono w 1906. W sumie zbudowano trzy egzemplarze, ostatni w 1911.
Telharmonium składało się z 145 generatorów prądu zmiennego (dynamo), napędzanych skomplikowanym systemem wałów i przekładni, generujących prąd elektryczny o różnych częstotliwościach. Natężenie prądu generowanego wynosiło około 1 ampera i wystarczało do zasilania niewielkich głośników takiego typu jak stosowane w ówczesnych telefonach. Dźwięk przez nie tworzony wzmacniany był za pomocą tub podobnych do stosowanych w ówczesnych gramofonach. Instrument wytwarzał dźwięki muzyczne z zakresu 40 do 4000 Hz. Telharmonium wyposażone było w dynamiczną klawiaturę obejmującą siedem oktaw. Instrument ważył 200 ton i miał rozmiary przekraczające 18 metrów. Wirnik pojedynczego generatora dochodził do 1 m długości i 30 cm średnicy. Nacięte były na nim rowki o różnej geometrii tak, że prąd generowany, oprócz częstotliwości głównej, posiadał także składowe harmoniczne. Jeden egzemplarz kosztował ok. 200 tys. dolarów.
Mimo swej technicznej prostoty telharmonium produkowało przyjemny, intrygujący dźwięk, podobny do organowego. Repertuar muzyki poważnej grało na nim jednocześnie dwóch instrumentalistów. Koncerty telharmonium, dawane w Telharmonic Hall w Nowym Jorku, cieszyły się popularnością w latach dwudziestych. Powodzenie instrumentu stało się inspiracją dla następnego pokolenia konstruktorów instrumentów elektronicznych. Jednak przez następne 50 lat nie udało się zbudować instrumentu dorównującego charakterystykami telharmonium. Instrument stał się także inspiracją dla awangardowych muzyków. Instrumentu słuchał w 1907 wpływowy kompozytor Ferruccio Busoni, autor programowego eseju Szkic nowej estetyki w muzyce.
W planach Cahilla leżało użycie telharmonium do transmisji radia kablowego z użyciem istniejącej sieci telefonicznej, które miało być instalowane w hotelach, restauracjach i domach prywatnych. Było więc prekursorem muzaku. Z przyczyn technicznych nie udało się tego zrealizować. Telharmonium używano do 1916. Do dzisiejszych czasów nie przetrwał żaden z trzech egzemplarzy. Nie zachowały się też nagrania muzyki granej na telharmonium.